# Tanatos
Tanat (grč. θάνατος, Thánatos) ili Tanatos u grčkoj mitologiji bog je smrti, a ujedno i njezina personifikacija. U psihoanalizi, tanatos je volja za smrću kao antonim erosu kao volji za životom. U rimskoj mitologiji je zvan Mors.

## Etimologija
Tanatosovo grčko ime znači "smrt".

## Karakteristike
U ranom mitološkom prikazivanju, bio je moćno ilustriran oružan mačem, s čupavom bradom i bijesnim licem. Njegov su dolazak pratile bol i tuga. Poslije je Tanatos prikazivan na ljepši način, kao prekrasan mlad čovjek, a brojni su ga rimski sarkofazi prikazivali kao krilata dječaka, slična Erosu. Tanatosa su onda prikazivali kao mlada čovjeka s crnim krilima i ugašenom ili napola ugašenom bakljom. Često je bio u društvu sa svojim bratom, bogom sna Hipnom.
Ima srce od željeza i crna, ledena krila, a često ga se prikazivalo kako nosi leptira.

## Mitologija
Tanatos je sin Ereba, Tame i Nikte, Noći, brat Hipna, Sna.
Tanatos kao bog smrti ne zna za sućut ili milosrđe. Kad bi osobi došao dan smrti (određen sudbinom) Tanatos bi doletio do nje, ugrabio joj dušu i predao je Hadu.
Samo su dva puta ljudi izigrali Tanatosa: Heraklo ga je svladao i preoteo mu dušu Admetove žene Alkestide, a Sizif ga je vezao i i zatvorio u željeznu bačvu ili u podrum. Zeus je naredio Aresu da ga oslobodi jer su ljudi prestali bogovima prinositi žrtve. Druga inačica mita govori da ga je gnjevni Ares sam oslobodio jer više nije mogao uživati u krvoproliću bitaka jer nitko nije umirao.
Na Zeusovu su zapovijed Hipno i Tanatos odnijeli Sarpedonovo tijelo s bojišta. 

## Psihologijaimedicina
Prema Freudu, ljudi imaju nagon života, eros i nagon smrti, thanatos (tako su ga prozvali njegovi nastavljači). Taj smrtni nagon tjera ljude da se upuštaju u rizične i destruktivne situacije i činove koji bi mogli voditi do vlastite smrti - traženje adrenalina, nasilje, rizici i sl. Druga znanstvena stajališta psihoanalitičko objašnjenje smrtnog nagona smatraju kontroverznim.
Tanatofobija je strah od stvari povezanih sa smrću ili smrtnosti, poput trupala ili groblja, a njezina je podvrsta nekrofobija, kao strah od trupala. Tanatologija, kao akademska i znanstvena grana, proučava smrt živih bića, posebice ljudi, njezine posljedice i rituale.

## Vanjske poveznice
- Tanatos u klasičnoj literaturi i umjetnosti (engl.)
- Tanatos u grčkoj mitologiji (engl.)